# Levensboom (bouwkunde)

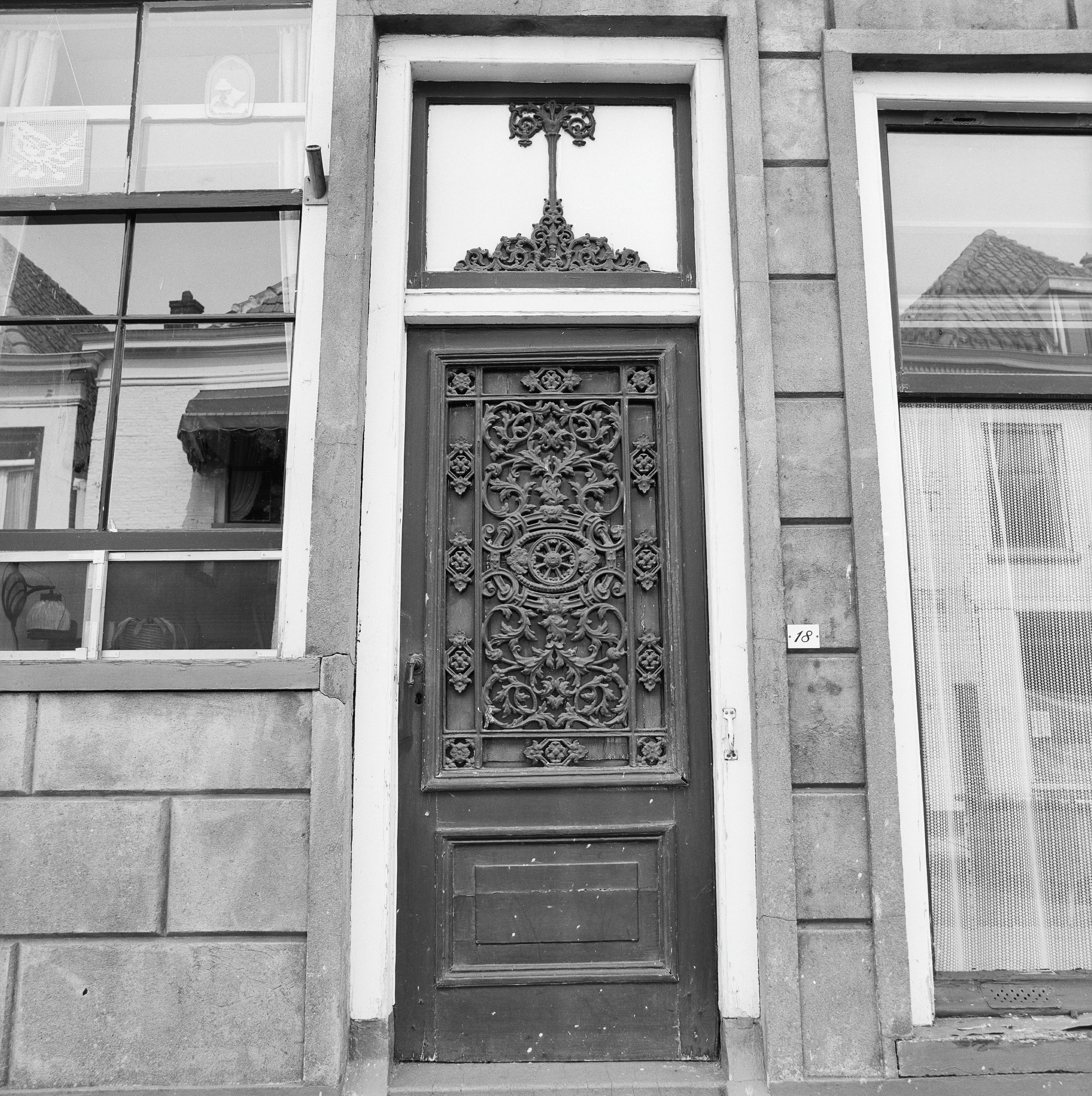
Levensboom in een bovenlicht te Elburg. De deur bevat een deurrooster

Een levensboom is in de bouwkunde een veelal gietijzeren ornament dat in het bovenlicht van een deur is aangebracht. In Nederland ziet men ze vaak bij oudere huizen en boerderijen, in België ontbreekt deze vorm van decoratie. De beglazing is aan de binnenzijde van het bovenlicht aangebracht.
Dit doorgaans wit geschilderde, symmetrische ornament vertoont in het algemeen een rijkversierde, rechtopstaande stam met een weelderig, gestileerd wortelstelsel en een bescheiden kruin, waarin zich twee belletjes of klokjes bevinden. Het geheel wordt soms gecompleteerd door een viertal, eveneens gietijzeren, hoekstukken. De levensbomen werden sinds de 2e helft van de 19e eeuw gefabriceerd in ijzergieterijen en kunstig ontworpen door industriële vormgevers. In catalogi van de gieterijen in de IJsselvallei, zoals die van Becking en Bongers uit omstreeks 1895, komen fraaie voorbeelden van dergelijke ornamenten voor. Ook tegenwoordig worden de oude modellen weer vervaardigd, zij het als aluminiumgietwerk. 

## Andere modellen
Naast de bovenbeschreven gietijzeren levensbomen komt in oudere huizen nog een veelheid aan verschillende modellen levensbomen voor die soms in hout, soms in gietijzer zijn uitgevoerd.

## Fotovoorbeelden

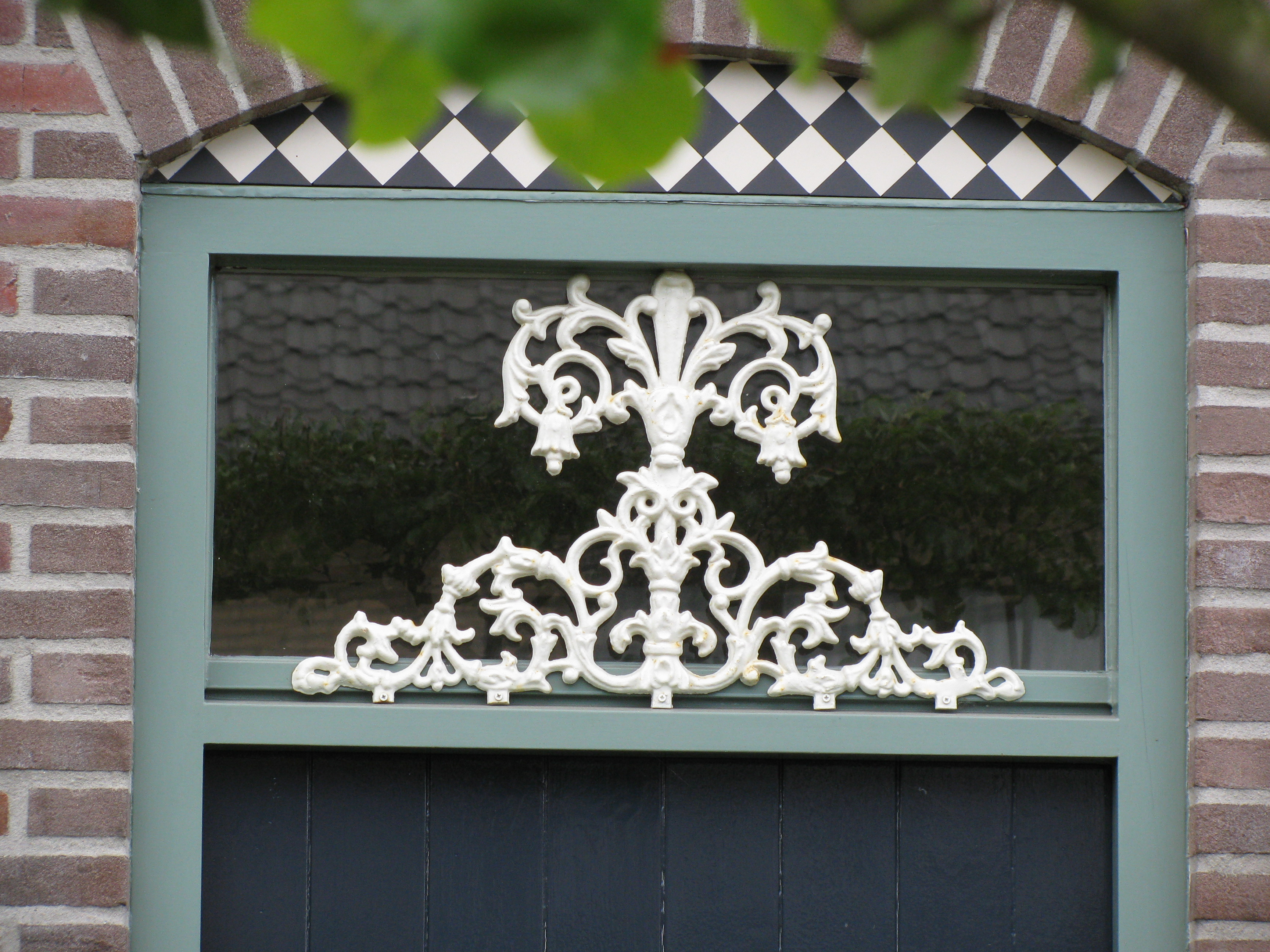
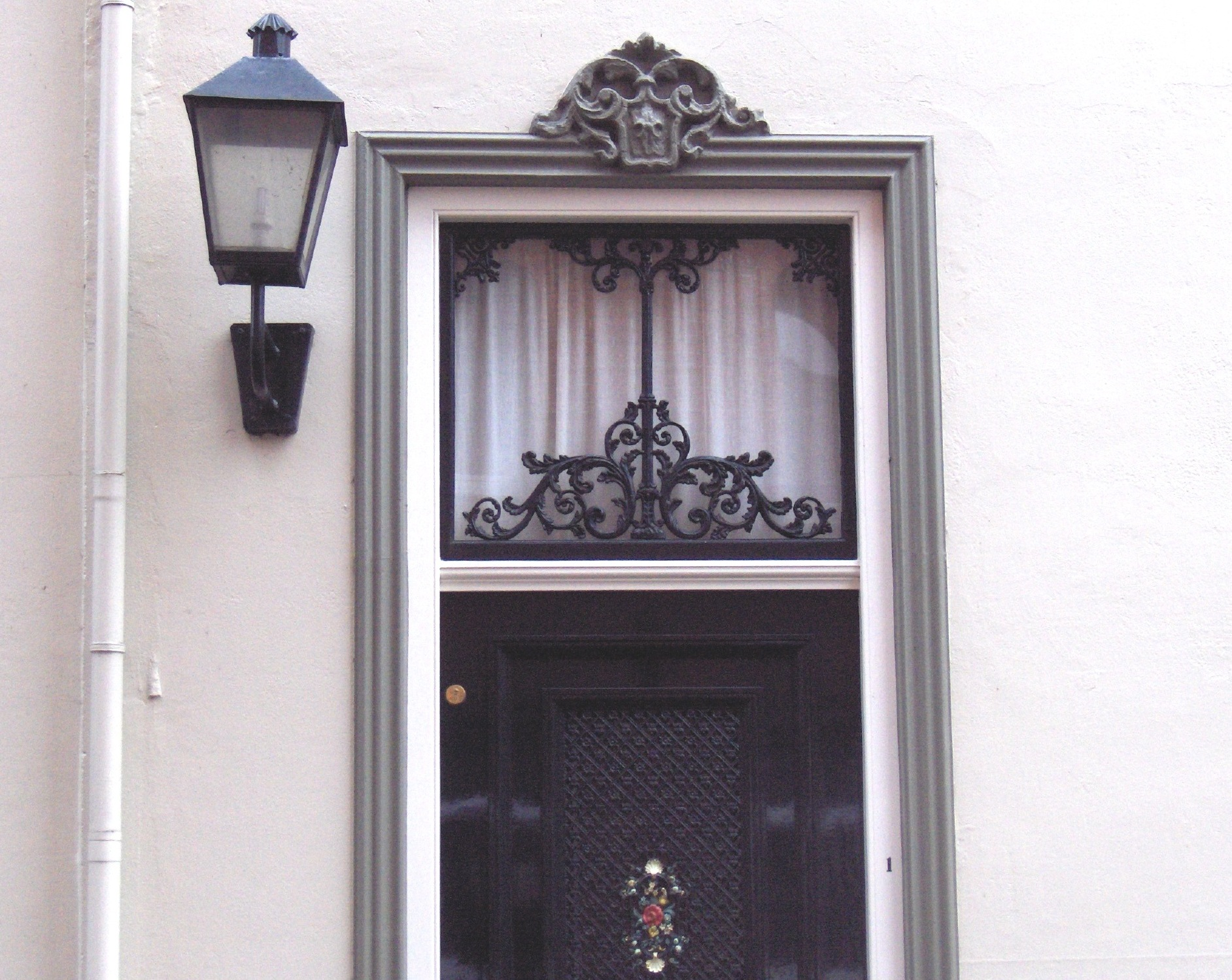
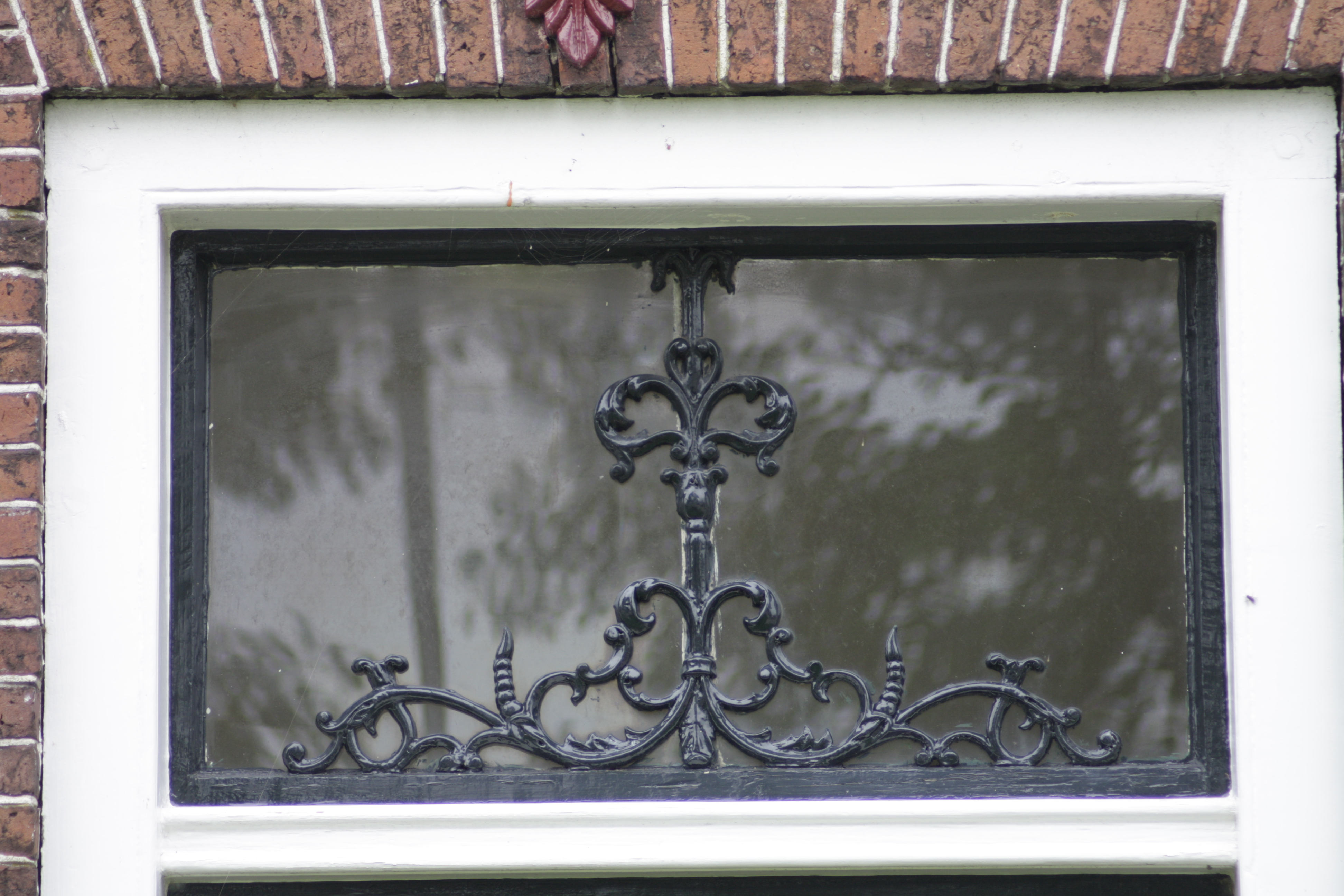
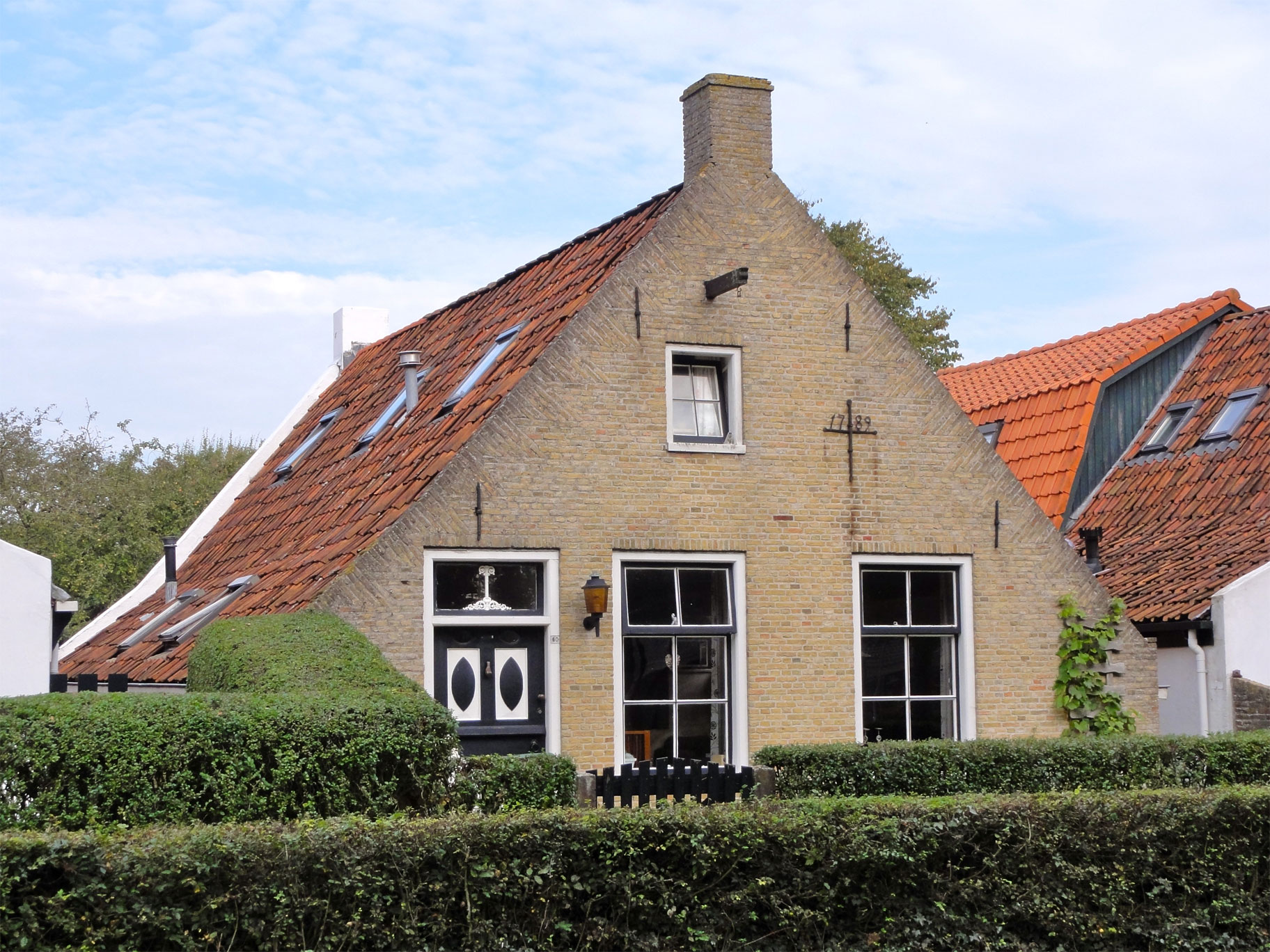
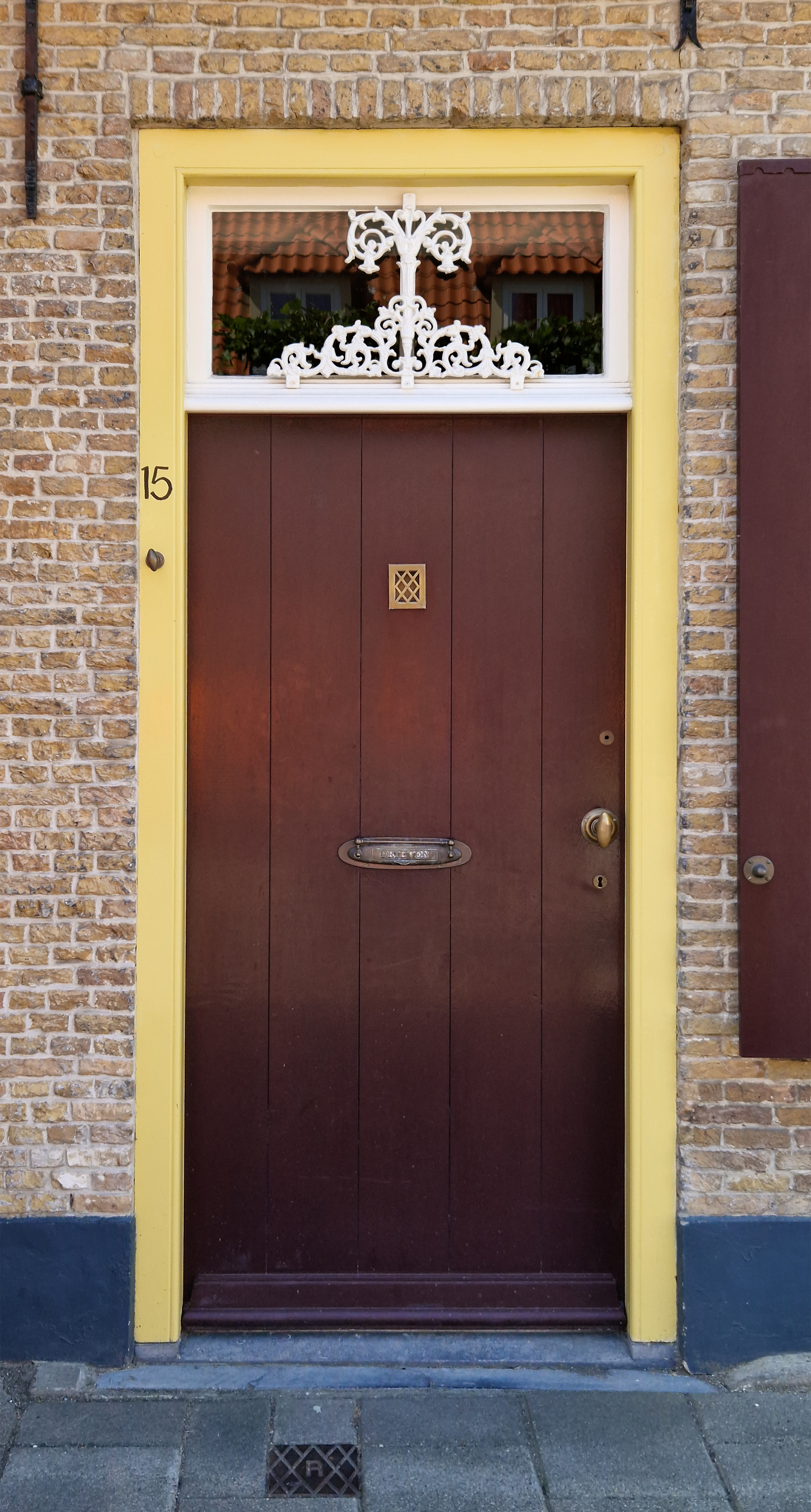